# Daewoo Evanda
La Daewoo Evanda è una berlina di segmento D prodotta dalla casa coreana Daewoo e venduta con svariate denominazioni: Daewoo Evanda in Europa Occidentale (fino al 2005, quando fu rimarchiata Chevrolet), Chevrolet Evanda nell'Europa Orientale, Daewoo Magnus in Corea del Sud, Suzuki Verona negli USA, Chevrolet Epica in Canada, Messico, America del Sud, Arabia Saudita e Cina e Formosa Magnus in alcuni mercati asiatici, principalmente a Taiwan, dove era tra l'altro prodotta.

## Contesto generale
Alla fine del II millennio la Daewoo, che stava entrando a far parte del gruppo General Motors, mise in cantiere un nuovo progetto di berlina 3 volumi, prodotta nel sud-est asiatico e destinata ad essere venduta in tutto il mondo. Il nome in codice dell'auto era V200.
Il progetto era comandato dal dottor W.J.Lee e lo stile dall' Italdesign di Giorgetto Giugiaro.
L'auto si basa sulla piattaforma V100 su cui è basata la Leganza, ma modificata: è stata allungata di 3 cm e il motore, pur essendo il solito 2.0, è aggiornato secondo i parametri della normativa antinquinamento Euro 3. Nonostante ciò, la Evanda ha montato anche un motore 2.5 V6.
La Evanda, quando è stata introdotta sui mercati globali (nel 2002, dopo che due anni prima fu introdotta in Corea del Sud) ha rimpiazzato in un colpo solo sia l'antenata Leganza sia la Chevrolet Alero, versione rimarchiata e modificata leggermente della Oldsmobile Alero venduta in Nordamerica.

## Restyling 2005

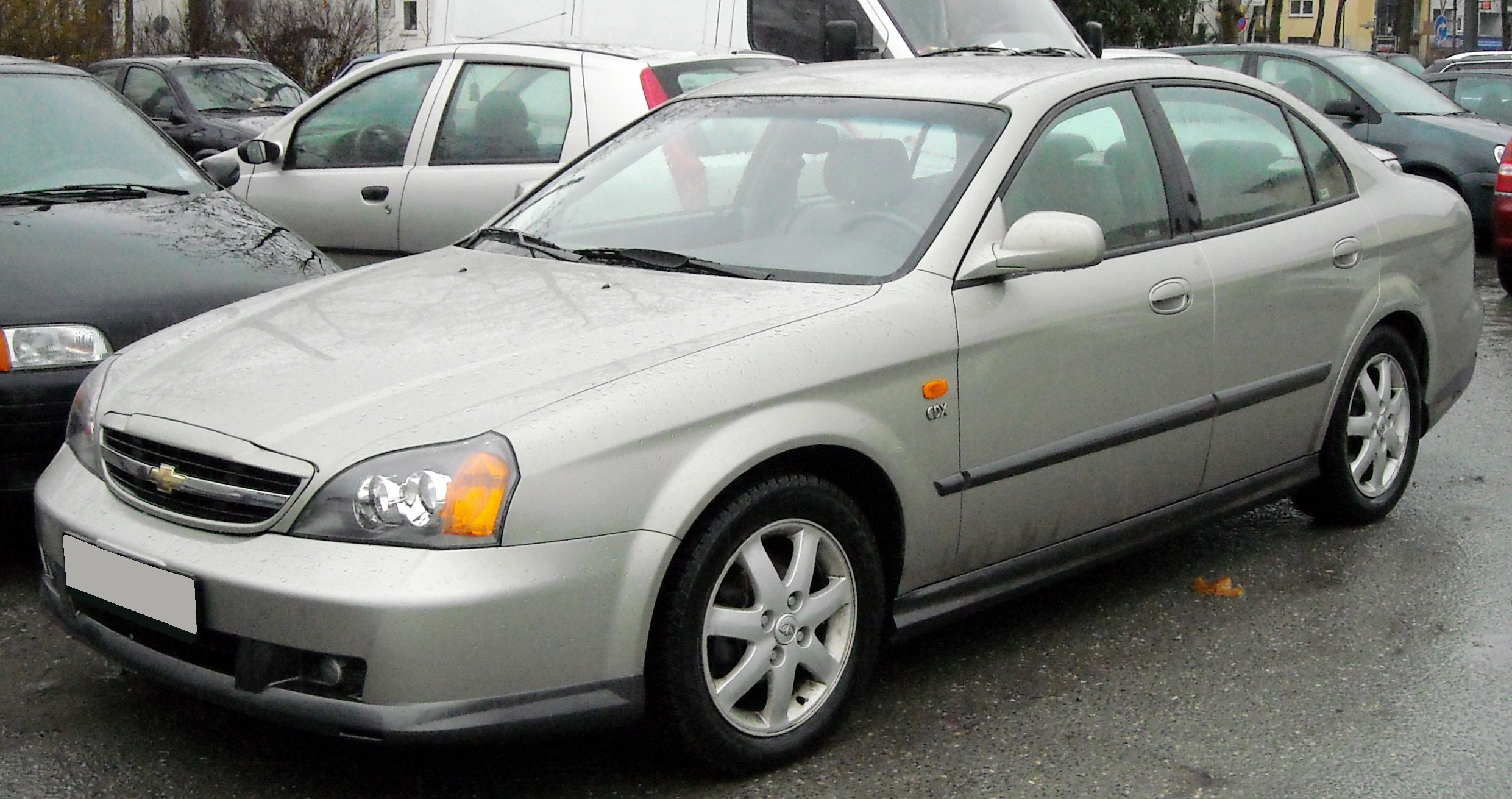
Una Evanda restyling, in vendita dal 2005 col marchio Chevrolet

Dal gennaio 2005 la Daewoo Evanda europea è diventata Chevrolet Evanda. È stata ridisegnata la calandra, più sportiva, sono stati cambiati i loghi del volante e i loghi posteriori.
Secondo la scheda tecnica, la Evanda è più ricca come dotazioni (aggiunge airbag laterali, TCS, lettore CD RDS con caricatore a 5 CD, comando luci a spegnimento automatico, ecc.), aggiunge nuovi colori alla gamma e nuovi cerchi da 16'.

## Fine produzione
La Evanda è stata prodotta fino al 2006, quando c'era da poco più di un anno la sua erede a listino, ossia la Chevrolet Epica (nome con il quale la vettura era già nota in alcuni mercati).

## Motori
| Modello                             | Disponibilità | Motore  | Cilindrata | Potenza massima | Coppia massima (Nm) | Emissioni CO2 (g/km) | 0–100 km/h (secondi) | Velocità max (km/h) |
| Versioni a benzina                  |               |         |            |                 |                     |                      |                      |                     |
| 2.0 8V (solo nell'Est Europa)       | dall'esordio  | Benzina | 1998       | 85 kW (116 CV)  | 178                 | n.d                  | n.d                  | 190                 |
| 2.0 16V                             | dall'esordio  | Benzina | 1998       | 96 kW (131 CV)  | 181                 | 213 (241)            | 9,8 (11,8)           | 200 (190)           |
| 2.0 16V (solo nell'Est Europa)      | dall'esordio  | Benzina | 1998       | 109 kW (148 CV) | 192                 | n.d                  | 8,6                  | 206                 |
| 2.5 V6 (non in Europa)              | dall'esordio  | Benzina | 2492       | 115 kW (155 CV) | 240                 | n.d                  | n.d                  | 210                 |
| Versioni bi-fuel (a GPL)            |               |         |            |                 |                     |                      |                      |                     |
| 2.0 16V Dual Power (solo in Europa) | dal 2005      | Benzina | 1998       | 96 kW (131 CV)  | 181                 | 213                  | 10,5                 | 195                 |

NOTA: i dati fra parentesi intendono i veicoli con cambio automatico.